# رومباوير (ميزوري)
رومباوير (بالإنجليزية: Rombauer)‏ هي إحدى المجتمعات الفردية (غير مصنفة) في ولاية ميزوري في الولايات المتحدة الأمريكية.